# Georges Guynemer

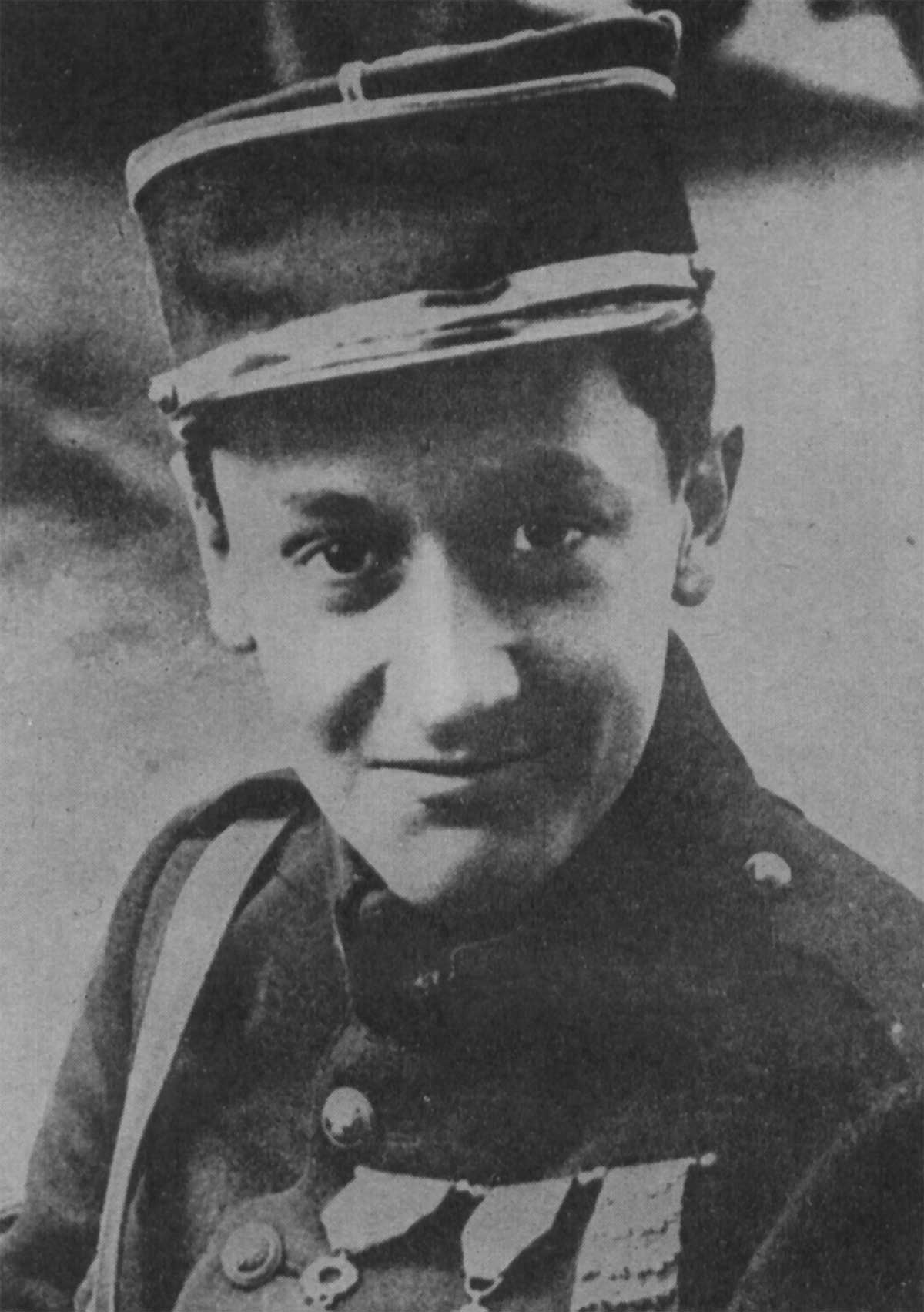
Georges Guynemer

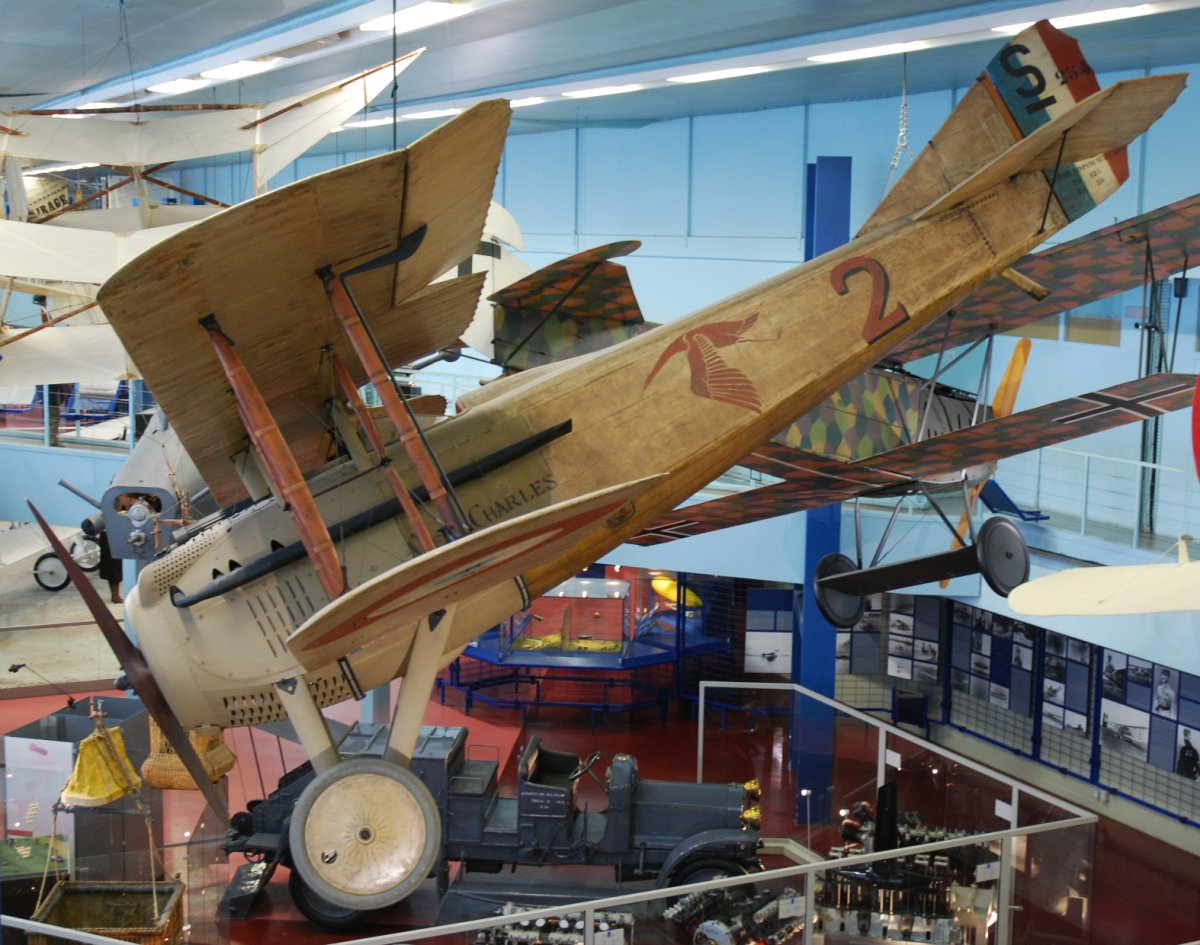
Georges Guynemers original SPAD S.VII Vieux Charles im Musée de l’air et de l’espace mit dem „fliegenden Storch“ als Staffelzeichen der Escadrille des Cigognes am Rumpf

Georges Guynemer (* 24. Dezember 1894 in Paris; † 11. September 1917) war ein französischer Jagdflieger während des Ersten Weltkriegs. Er verzeichnete 53 Luftsiege und wurde selbst insgesamt sieben Mal abgeschossen.

## Leben
Georges Marie Ludovic Jules Guynemer entstammte einer reichen Familie aus Compiègne. Er war ein kränkliches Kind und wurde später zunächst vom Militärdienst zurückgestellt. 1914 wurde er allerdings als Mechaniker eingesetzt. Aufgrund seines ausgeprägten Selbstbewusstseins und seiner Beharrlichkeit wurde er schließlich zum Pilotentraining in Avord zugelassen. Im Juni 1915 wurde er der Escadrille MS.3 zugeteilt, die als Escadrille des Cigognes bekannt wurde. Er flog Nieuport-, SPAD- und Morane-Saulnier-Flugzeuge, mit denen er zahlreiche Luftsiege errang, aber auch mehrmals abgeschossen wurde.
Nach dem Besuch der Eliteschule N.3 1916 wurde er schnell einer der erfolgreichsten Jagdflieger. Mit seinem fünften Abschuss im Februar 1916 wurde er offiziell zum sogenannten Fliegerass, im März wurde er zum Leutnant befördert. Ende 1916 wurden ihm 25 Abschüsse bestätigt. Bald danach wurde er zum Geschwaderkommandeur ernannt. Sein militärisch erfolgreichster Monat war der Mai 1917, in dem er sieben deutsche Flugzeuge abschoss. Im Juli des gleichen Jahres verzeichnete er als erster Franzose 50 Luftsiege.
Das deutsche Fliegerass Ernst Udet erzählte gerne folgende Anekdote über die im Ersten Weltkrieg manchmal ausgeübte Ritterlichkeit der Flieger: Nach Udets Bericht kämpfte Guynemer im Juni des Jahres 1917 verbissen mit dem Deutschen, schoss ihn jedoch trotz seiner Überlegenheit nicht ab, als er bemerkte, dass Udet eine Ladehemmung hatte. Also flog Guynemer auf Udets Maschine zu, warf ihm einen ritterlichen Gruß zu und verschwand dann wieder über alliiertem Gebiet. Die wohl auch von Udet bevorzugte Interpretation war, dass die Jagdflieger sich als moderne Ritter der Lüfte sahen. Diese wollten es auch im Kampf mit dem Feind an Fairness und Ritterlichkeit nicht fehlen lassen. Nach dem ungeschriebenen Ehrenkodex der Piloten galt auch das Bekämpfen eines wehrlos gewordenen Feindes als unehrenhaft. Es gibt jedoch keine Schilderung dieses Vorfalls durch Georges Guynemer.
Am 11. September 1917 wurde Guynemer bei einem Einsatz in Westflandern getötet. Er hatte sich von seinen Flügelmännern getrennt und ein deutsches Beobachtungsflugzeug angegriffen. Nach deutschen Berichten wurde er von Kurt Wissemann von der Jasta 3 abgeschossen. Guynemer stürzte südlich von Poelkapelle, im Sektor des Infanterieregiments 413 der 204. Infanteriedivision, ab. Leutnant Eugen Wendler, Adjutant des Bereitschaftsbataillons, fand die Leiche einige hundert Meter von seinem Gefechtsstand entfernt und nahm die Papiere, einen Stiefel und ein Stück der Haltegurte an sich. Die Papiere wurden später den französischen Behörden, das persönliche Eigentum der Familie übergeben. Was mit dem Leichnam von Guynemer geschah, ist von deutscher Seite niemals eindeutig erklärt worden. Die Überlieferungen von vier Belgiern aus dem Herbst 1917, die unabhängig voneinander einen in Leder gehüllten Körper beschreiben, sind bisher die einzigen verlässlichen Hinweise. Lange hieß es, dass der berühmte französische Jagdflieger René Fonck seinen verschollenen Kameraden gerächt habe, doch Leutnant Kurt Wissemann wurde vermutlich am 28. September 1917 nach fünf Luftsiegen von einer Maschine des britischen Royal Flying Corps abgeschossen.
Der Tod des beliebten, von der Presse gefeierten Guynemer wurde in Frankreich mit Bestürzung aufgenommen. Den Schulkindern wurde erzählt, er sei mit seinem Flieger so hoch „in den Himmel“ geflogen, dass er nicht mehr zurückkehren konnte. Während des gesamten Krieges wurde er als Held und als Inspiration für die Nation gefeiert; es erschienen Publikationen wie Henry Bordeauxs Vie héroïque de Guynemer, le chevalier de l’air von 1918.

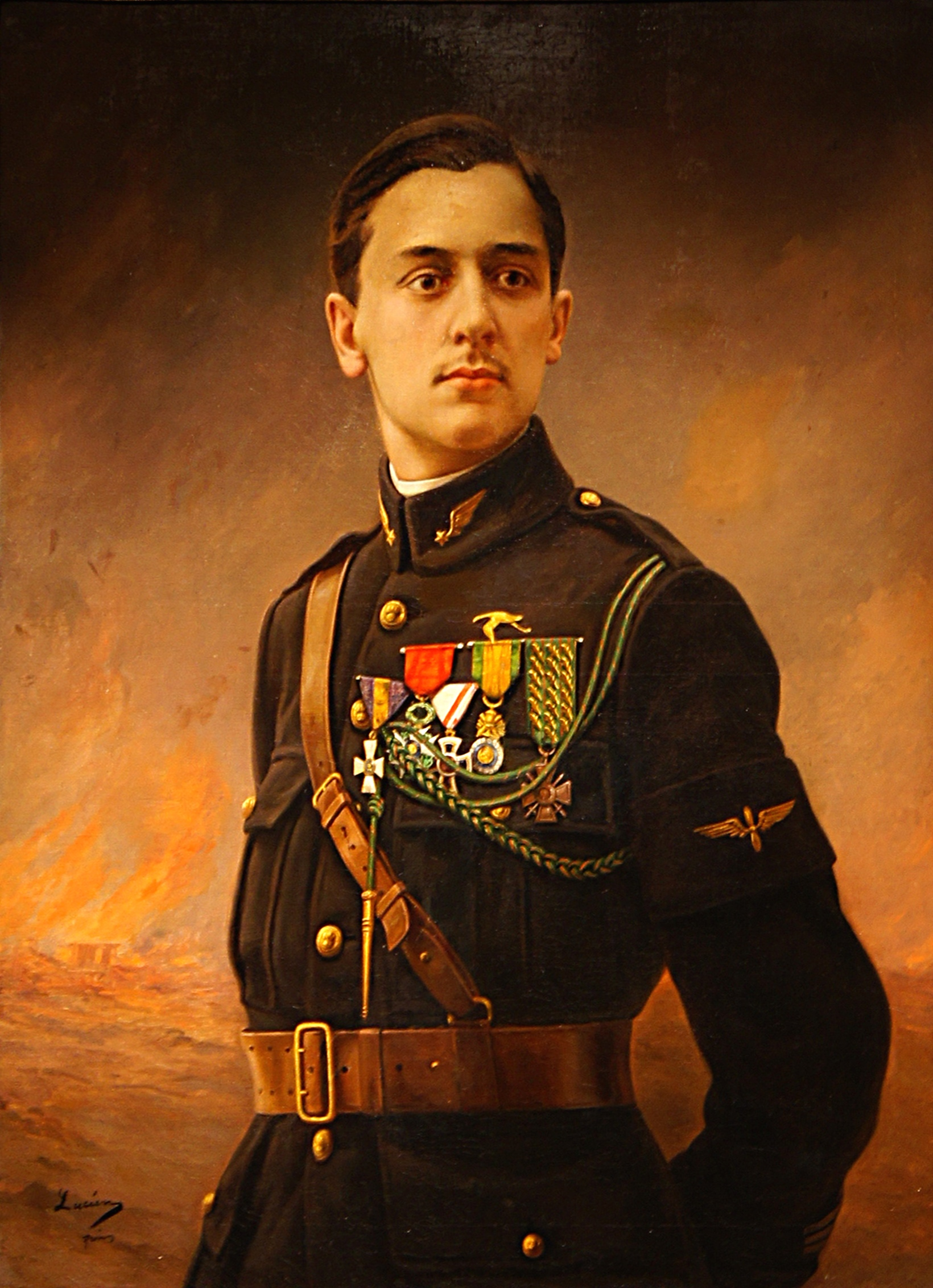
Georges Guynemer bei Lucien, Musée National de la Légion d’Honneur et des Ordres de Chevalerie, Paris

## Nach Kriegsende
Im belgischen Ort Langemark-Poelkapelle (Westflandern) wurde nach dem Krieg ein Denkmal zu Ehren des Fliegers errichtet. Auf der Spitze der Säule befindet sich das Abbild eines Storches, der in Richtung der deutschen Linien fliegt.